# Istone
iStone AB är ett svenskt IT-konsultföretag som jobbar med att utveckla och digitalisera affärer.  
iStone grundades år 2006 av Markus Jakobson, tidigare Nordenchef på Intentia och Olof Eidmann, grundare, vd och delägare av Rego Konsulter. 
Företaget har över 500 medarbetare (2014) och kontor i 12 länder. Huvudkontoret ligger i Stockholm.  
iStone erbjuder tjänster inom ERP (affärssystem), Commerce (e-handel och marknadsföring), Application Management & Support (förvaltning), Data & Analys samt Supply Chain Management och har som strategi att bli partner med de tre bästa mjukvaruleverantörerna inom respektive område.